# Isocéphalie
Vous pouvez aider à l'améliorer ou bien discuter des problèmes sur sa page de discussion.
- Il ne cite pas suffisamment ses sources. Vous pouvez indiquer les passages à sourcer avec {{référence nécessaire}} ou {{Référence souhaitée}}, et inclure les références utiles en les liant aux notes de bas de page. (Marqué depuis mai 2024)
- Certaines informations devraient être mieux reliées aux sources mentionnées dans la bibliographie ou les liens externes. Améliorez sa vérifiabilité en les associant par des références. (Marqué depuis mai 2024)

- Archive Wikiwix
- Bing
- Cairn
- DuckDuckGo
- E. Universalis
- Gallica
- Google
- G. Books
- G. News
- G. Scholar
- Persée
- Qwant
- (zh) Baidu
- (ru) Yandex
- (wd) trouver des œuvres sur Wikidata

L'isocéphalie est le nom donné à une règle esthétique utilisée dans les arts antiques quand il s'agissait de représenter plusieurs personnages situés dans des positions ou des plans différents, notamment sur les frises sculptées.
Suivant cette convention, tous les personnages devaient avoir la tête au même niveau, située sur une même ligne. Cette règle, aboutissait à représenter des personnages de taille variable afin que, tout en respectant les proportions du corps, leur tête reste au même niveau que celle des autres. Par exemple, un personnage assis et sur le même plan qu'un autre debout sera figuré à une échelle plus grande, à l'opposé, un personnage sur un cheval devra être représenté à une échelle plus petite.
Cette figuration particulière a pu poser des problèmes d'interprétation et faire penser, par exemple, qu'un conducteur de char est un enfant. Cependant sur d'autres scènes comparables, comme la frise des hoplites du cratère de Vix, les conducteurs de char sont sans conteste des adultes à échelle réduite.
La règle d'isocéphalie est appliquée surtout dans l'art sumérien et les arts de Mésopotamie, on la retrouve aussi chez les Hittites, et en Perse. En Grèce, elle est respectée jusqu'à la fin du VIe siècle av. J.-C. dans les peintures sur céramique ou la sculpture grecque. Elle disparaît peu à peu à la fin du Ve siècle av. J.-C. bien que quelques exemples ne la suivant plus existent déjà antérieurement. Concernant l'art égyptien, on trouve aussi cette règle mais appliquée d'une façon moins systématique.

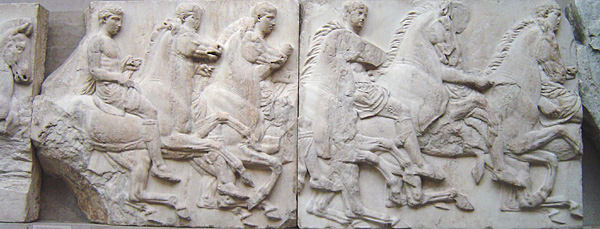
Frise du Parthénon à Athènes.
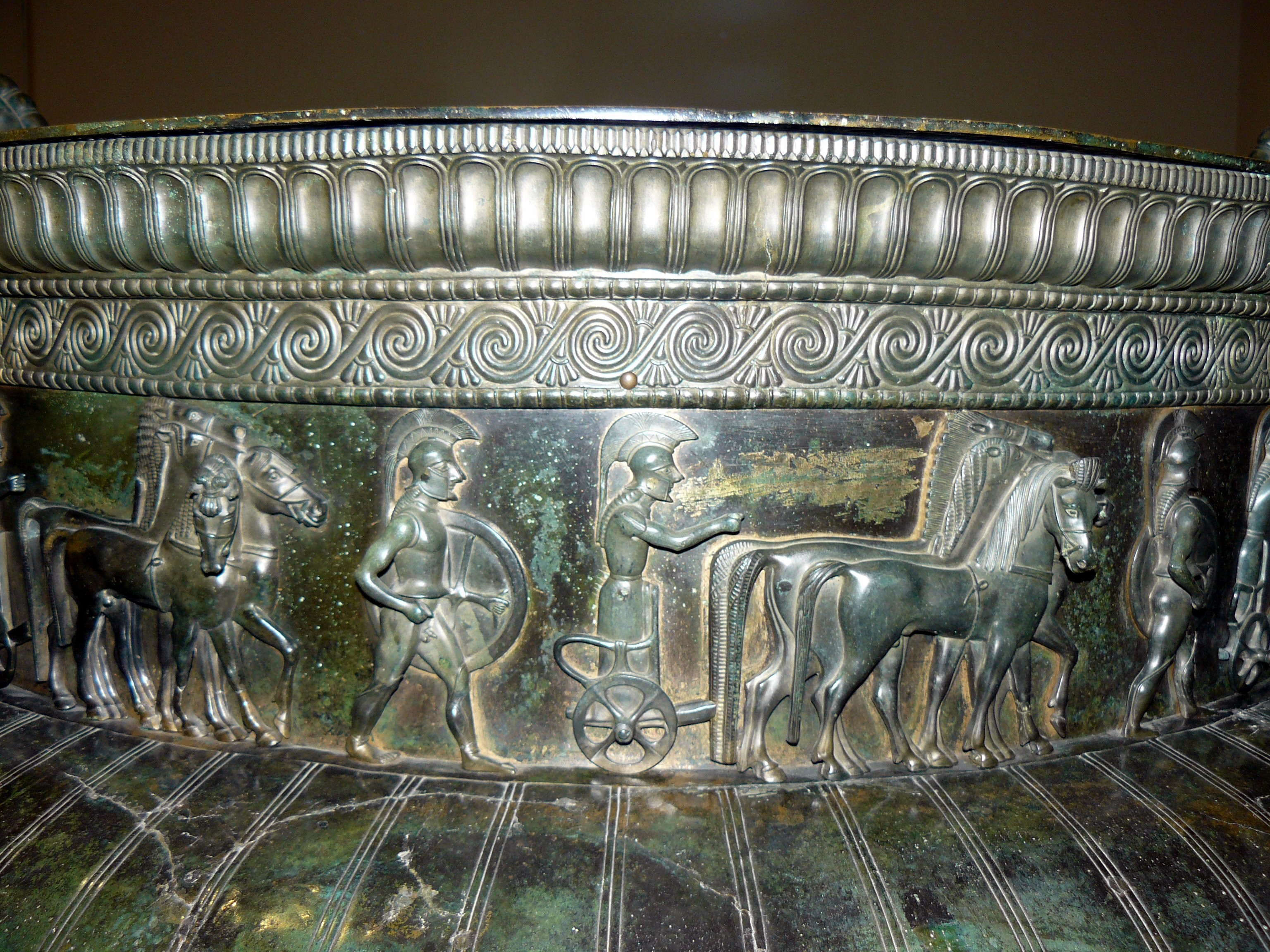
Frise du cratère de Vix.
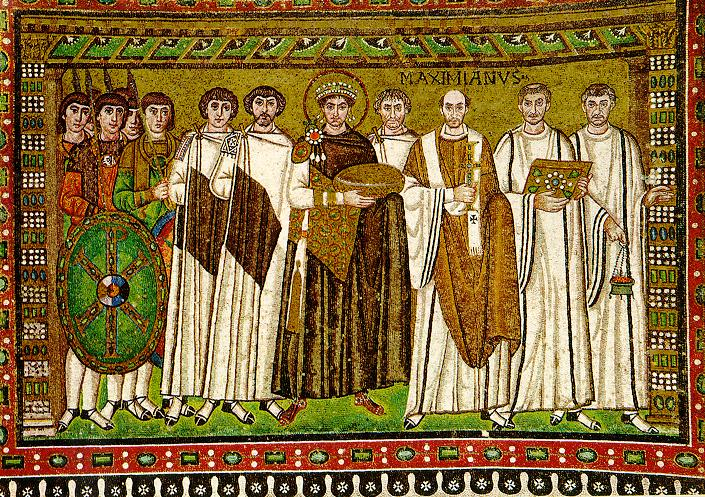
Mosaïque, basilique Saint-Vital de Ravenne.

Cette façon de représenter des scènes animées, s'accorde bien avec la période de Haute Antiquité où le hiératisme était de mise. Avec l'évolution de l'art vers un plus grand naturalisme, allant de pair avec une évolution de la virtuosité des techniques, elle est naturellement abandonnée au profit d'une recherche esthétique plus conforme à la réalité.

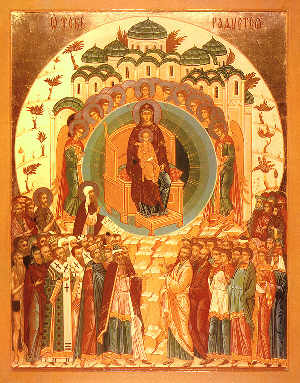
Icône orthodoxe de Marie.
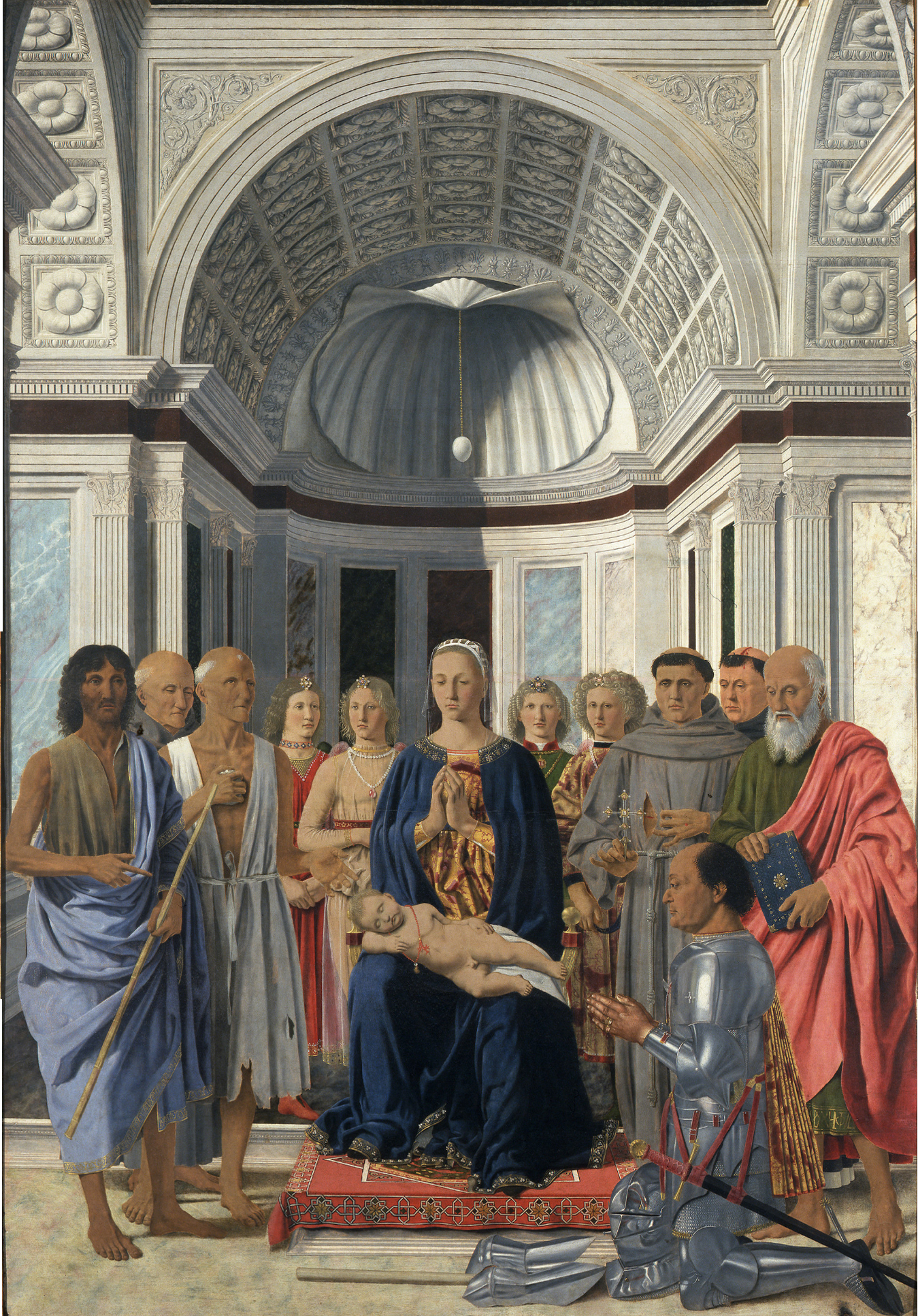
La Conversation sacrée de Piero della Francesca.